# Sarah Harding (chanteuse)
Pour les articles homonymes, voir Harding et Sarah Harding.
Sarah Nicole Harding, née  Hardman le 17 novembre 1981 à Ascot (Angleterre) et morte le 5 septembre 2021 à Manchester, est une chanteuse britannique, membre du groupe Girls Aloud formé en 2002.

## Biographie

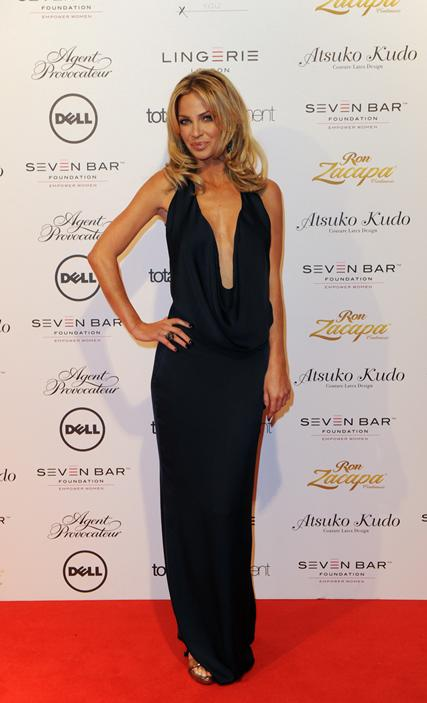
Sarah Harding en 2012.

Sarah Harding a grandi à Staines dans le Surrey et à Stockport proche de Manchester. Elle commence à travailler dans un nightclub et au Pizza Hut. Elle s'inscrit à l'émission de télévision Popstars: The Rivals.
Elle meurt d'un cancer du sein le 5 septembre 2021 à l'âge de 39 ans.

### Girls Aloud
En 2002, Sarah Harding a auditionné pour l'émission de téléréalité Popstars, The Rivals : The Rivals, deuxième série britannique de la franchise internationale Popstars, a vu la création de deux groupes rivaux - un boys band et un girls band composés chacun de cinq membres - qui se sont affrontés pour obtenir la place de numéro un au hit-parade britannique des singles pour la période de Noël 2002. Plusieurs milliers de candidats ont participé aux auditions dans tout le Royaume-Uni dans l'espoir d'être sélectionnés. Dix filles et dix garçons ont été choisis comme finalistes par les juges Pete Waterman, Louis Walsh et Geri Halliwell. Ces finalistes sont ensuite montés sur scène pour participer à des représentations hebdomadaires en direct le samedi soir (en alternant chaque semaine entre les filles et les garçons). Chaque semaine, le candidat ayant obtenu le moins de votes par téléphone était éliminé, jusqu'à ce que les groupes soient définitivement constitués. Sarah Harding a rejoint Nadine Coyle, Cheryl Tweedy, Nicola Roberts et Kimberley Walsh pour former le nouveau groupe de filles Girls Aloud, formé par un vote du public le 30 novembre 2002. 

## Discographie
- 2003 : Sound of the Underground
- 2004 : What Will the Neighbours Say?
- 2005 : Chemistry
- 2006 : The Sound of Girls Aloud (Greatest Hits)
- 2007 : Tangled Up
- 2008 : Out of Control (en)
- 2012 : Ten (Best Of)

## Filmographie
- 2002 : Popstars: The Rivals : candidate, télé crochet, gagnante
- 2005 : Girls Aloud: Home Truths, TV : elle-même (docu réalité)
- 2006 : Girls Aloud: Off the Record, TV : elle-même (docu réalité)
- 2007 : St. Trinian's : Pensionnat pour jeunes filles rebelles, film : Membre des jeunes filles
- 2007 : The Friday Night Project, TV : elle-même, co-présentatrice (émission spéciale Noël)
- 2008 : Bad Day, film : Jade Jennings
- 2008 : The Passions of Girls Aloud, TV : elle-même (docu réalité)
- 2008 : The Girls Aloud Party, TV : elle-même, co-présentatrice des ITV Music Special
- 2009 : Freefall, TV : Sam
- 2009 : St. Trinian's 2: The Legend of Fritton's Gold, film : Roxy
- 2011 : Dating in the Dark, TV : présentatrice (jeux télévisé)
- 2012 : Girls Aloud: Ten Years at the Top, TV : elle-même (docu réalité)
- 2012 : Run for Your Wife, film : Stephanie Smith
- 2013 : Ten: The Hits Tour, TV : elle-même (concert des Girls Aloud à l'O2 Arena et dernière interview du groupe)
- 2014 : Tumble, TV : elle-même : finaliste, 2e place
- 2015 : The Keith Lemon Sketch Show, TV : plusieurs rôle (apparait lors de sketches)
- 2015 : Coronation Street, TV : Jodi Preston
- 2017 : Celebrity Big Brother, TV : elle-même (saison 20, candidate)